# 科技獎項列表

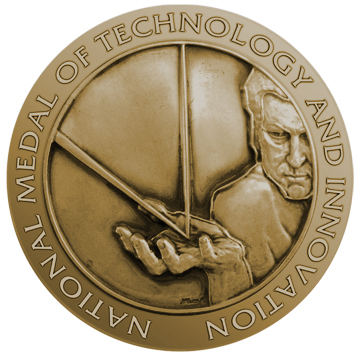
美國國家技術及創新獎章

科技獎項列表。

## 一般
- 一般科術獎項列表
- 女性科技獎項列表（英语：List of science and technology awards for women）

## 科學
- 考古學獎項列表
- 天文學獎項列表（英语：List of astronomy awards）
- 生化獎項列表（英语：List of biochemistry awards）
- 生物學獎項列表（英语：List of biology awards）
- 生物醫學科學獎項列表（英语：List of biomedical science awards）
- 化學獎項列表（英语：List of chemistry awards）
- 地球科學獎項列表（英语：List of earth sciences awards）
- 環境學獎項列表
- 地理學獎項列表（英语：List of geography awards）
- 地質學獎項列表（英语：List of geology awards）
- 地球物理學獎項列表（英语：List of geophysics awards）
- 數學獎項列表（英语：List of mathematics awards）
- 醫學獎項列表（英语：List of medicine awards）
- 氣象學獎項列表（英语：List of meteorology awards）
- 古生物學獎項列表（英语：List of paleontology awards）
- 物理學獎項列表（英语：List of physics awards）
- 心理學獎項列表（英语：List of psychology awards）

## 技術
- 農業學獎項列表（英语：List of agriculture awards）
- 航空學獎項列表（英语：List of aviation awards）
- 計算機科學獎項列表
- 計算機相關獎項列表（英语：List of computer-related awards）
- 工程學獎項列表
- 機械工程獎項列表
- 機動車輛獎項列表（英语：List of motor vehicle awards）
- 太空科技獎項列表（英语：List of space technology awards）

## 其它
- 經濟學獎項列表（英语：List of economics awards）
- 鳥類學獎項列表（英语：List of ornithology awards）
- 社會科學獎項列表（英语：List of social sciences awards）